# Funaria aequidens
Funaria aequidens là một loài Rêu trong họ Funariaceae. Loài này được Lindb. ex Broth. mô tả khoa học đầu tiên năm 1892.